# Maxim Jegorow
Maxim Jegorow (kirgisisch Максим Егоров; * 7. Januar 1997) ist ein kirgisischer Eishockeyspieler, der seit 2018 bei Ala-Too Dordoi in der kirgisischen Eishockeyliga spielt.

## Karriere
Maxim Jegorow begann seine Karriere bei Ala-Too Dordoi aus der Stadt Naryn in der kirgisischen Eishockeyliga, für den er bis heute spielt. 2020 wurde er mit Dordoi Kirgisischer Meister.

### International
Für die kirgisische Herren-Auswahl nahm Jegorow an der Qualifikation zur Weltmeisterschaft der Division III 2019, der Weltmeisterschaft der Division IV 2022 und der Weltmeisterschaften der Division III 2023, als er mit 76,19 % die beste Erfolgsbilanz beim Bully aufwies und mit sieben Toren der torgefährlichste Abwehrspieler war, und 2024 teil. Dabei gelang sowohl 2022 als auch 2023 der Aufstieg in die jeweils höhere Leistungsstufe. Zudem vertrat er seine Farben bei der Olympiaqualifikation für die Winterspiele in Peking 2022 und bei den Winter-Asienspielen 2025.

## Erfolge und Auszeichnungen
- 2020 Kirgisischer Meister mit Ala-Too Dordoi
- 2022 Aufstieg in die Division III, Gruppe B, bei der Weltmeisterschaft der Division IV
- 2023 Aufstieg in die Division III, Gruppe A, bei der Weltmeisterschaft der Division III, Gruppe B